# Dorothy Kelly
Dorothy Kelly (Filadelfia, 12 febbraio 1894 – Minneapolis, 31 maggio 1966) è stata un'attrice statunitense del cinema muto.

## Filmografia
- A Tale of Two Cities, regia di Charles Kent (o William Humphrey?) (1911)
- The Pseudo Sultan, regia di Laurence Trimble (1912)
- On the Pupil of His Eye, regia di Van Dyke Brooke e Maurice Costello (1912)
- The Troublesome Step-Daughters, regia di George D. Baker (1912)
- Aunty's Romance, regia di George D. Baker (1912)
- Suing Susan, regia di Laurence Trimble (1912)
- Rip Van Winkle, regia di Charles Kent (1912)
- The Lovesick Maidens of Cuddleton, regia di George D. Baker (1912)
- Popular Betty, regia di James Young (1912)
- The Counts, regia di Ralph Ince (1912)
- None But the Brave Deserve the Fair, regia di William Humphrey (1912)
- Bettina's Substitute; or, There's No Fool Like an Old Fool (1912)
- The Model for St. John, regia di James Young (1912)
- O'Hara, Squatter and Philosopher, regia di Van Dyke Brooke (1912)
- All for a Girl, regia di Frederick A. Thomson (1912)
- Following the Star (1912)
- Ma's Apron Strings, regia di Frederick A. Thomson (1913)
- The Skull, regia di William V. Ranous (1913)
- The Weapon, regia di Maurice Costello (1913)
- O'Hara's Godchild, regia di Van Dyke Brooke (1913)
- Bunny's Honeymoon, regia di Wilfrid North (1913)
- Playing with Fire, regia di Bert Angeles (1913)
- Bunny Versus Cutey, regia di Wilfrid North (1913)
- Disciplining Daisy, regia di Wilfrid North (1913)
- Tricks of the Trade, regia di Frederick A. Thomson (1913)
- A Modern Psyche, regia di Van Dyke Brooke (1913)
- An Infernal Tangle, regia di William Humphrey (1913)
- Delitto di un padre (The Snare of Fate), regia di William Humphrey (1913)
- An Unwritten Chapter, regia di William Humphrey (1913)
- The Glove, regia di William Humphrey (1913)
- My Lady of Idleness, regia di William Humphrey (1913)
- The Tables Turned, regia di Charles Kent (1913)
- The Penalties of Reputation, regia di William Humphrey (1913)
- The Flirt, regia di William Humphrey (1913)
- The Line-Up, regia di William Humphrey (1913)
- Playing the Pipers, regia di William Humphrey (1913)
- Marrying Sue, regia di Tefft Johnson (1914)
- Sonny Jim in Search of a Mother, regia di Tefft Johnson (1914)
- The First Endorsement, regia di Harry Lambert (Harry Lambart) (1914)
- The Drudge, regia di Tefft Johnson (1914)
- Forcing Dad's Consent, regia di Lee Beggs (1914)

- The Law Decides, regia di William P.S. Earle e Marguerite Bertsch (1916)

- The Secret Kingdom, regia di Charles Brabin e Theodore Marston - serial (1916)
- The Money Mill, regia di John S. Robertson (1917)
- The Maelstrom, regia di Paul Scardon (1917)
- The Awakening, regia di George Archainbaud (1917)